# Flèche (constellation)
Sagitta
Pour les articles homonymes, voir Flèche.
La Flèche est une constellation de l'hémisphère nord, la troisième plus petite du ciel (seuls la Croix du Sud et le Petit Cheval sont plus petits).
Située loin au nord du plan de l'écliptique, elle peut être aperçue partout à partir de l'hémisphère nord et n'est invisible que dans la partie la plus méridionale de la Terre.

## Histoire
La Flèche est l’une des 48 constellations répertoriées par Ptolémée, même si elle était alors beaucoup plus petite (environ 4 degrés carrés).
D'après la légende, la Flèche aurait été lancée par Hercule en direction du Cygne ou de l'Aigle. Il pourrait également s'agir de la flèche de Cupidon, ou même de celle du Sagittaire.

## Observation des étoiles

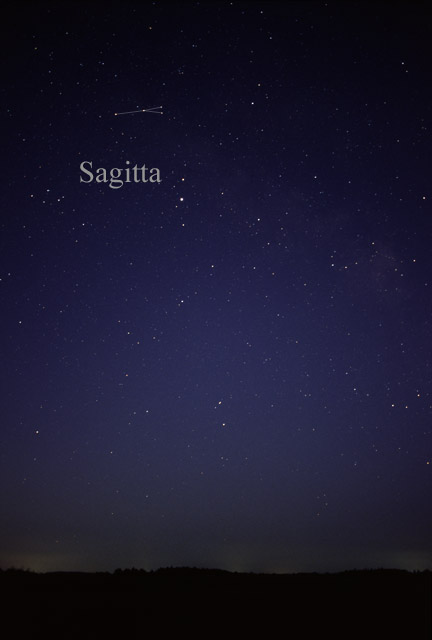
Constellation de la Flèche.

Visibilité nocturne de la constellation.

### Repérage de la constellation
La Flèche se trouve dans le triangle d'été, au nord de la constellation de l'Aigle. Elle est à mi-chemin entre la tête du Cygne et Altaïr.

### Forme de la constellation
La Flèche est une constellation faible (mag 4) mais de forme assez caractéristique, formée de quatre étoiles en alignement. La plus à l'Est (γ Sge) est la plus brillante. Celle du milieu (δ Sge) est à peine moins brillante que la première. L'empennage de la Flèche est moins brillant (mag 4), et est formé de α et β Sge.

### Entourage
La constellation est entourée de petits groupes faibles qui peuplent le triangle d'été.
Côté nord, on voit le Petit Renard et la tête du Cygne. Côté sud-est, on repère facilement le Dauphin.
On trouve l'Amas du Cintre en partant de α Sagittae en direction de Véga.

## Étoiles principales

### Sham (αSagittae)
α Sagittae (Sham) est la seule étoile de la constellation à porter un nom traditionnel, mais n'est pourtant pas la plus brillante. Avec une magnitude apparente de 4,39, presque une cinquième magnitude, elle est même assez difficile à apercevoir. Sham signifie la flèche en arabe et servait d'ailleurs jadis à nommer la constellation tout entière.
α Sagittae est une étoile géante, 20 fois plus large que le Soleil. Du point de vue spectral, Sham se situe dans le « trou » de Hertzsprung-Russel, entre les étoiles de la séquence principale et les étoiles géantes.

### γSagittae
γ Sagittae est l'étoile la plus lumineuse de la constellation de la Flèche. D'une magnitude de 3,47 - finalement peu brillante -, γ Sagittae est une géante rouge 55 fois plus grande que le Soleil ayant commencé la fusion de son hélium en son noyau, composé d'un mélange d'oxygène et de carbone.

### Autres étoiles
Aucune des autres étoiles de la constellation de la Flèche n'est très brillante. δ Sagittae (magnitude 3,82) est un peu moins lumineuse que γ Sagittae, tandis que β Sagittae ressemble beaucoup à Sham par la magnitude, la distance et le type spectral.

## Objets célestes
La constellation de la Flèche est relativement pauvre en objets célestes. On peut cependant citer M71 du catalogue Messier, un amas globulaire d'une magnitude apparente de 8,2 et distinguable dans un petit télescope. Notons aussi Palomar 10, un autre amas globulaire dont la luminosité est obscurcit par les gaz et les poussières présents dans la Voie lactée.
La constellation abrite également la nébuleuse du Collier, une nébuleuse planétaire située à environ 15 000 années-lumière.